# Jan Juwenalis Ancina

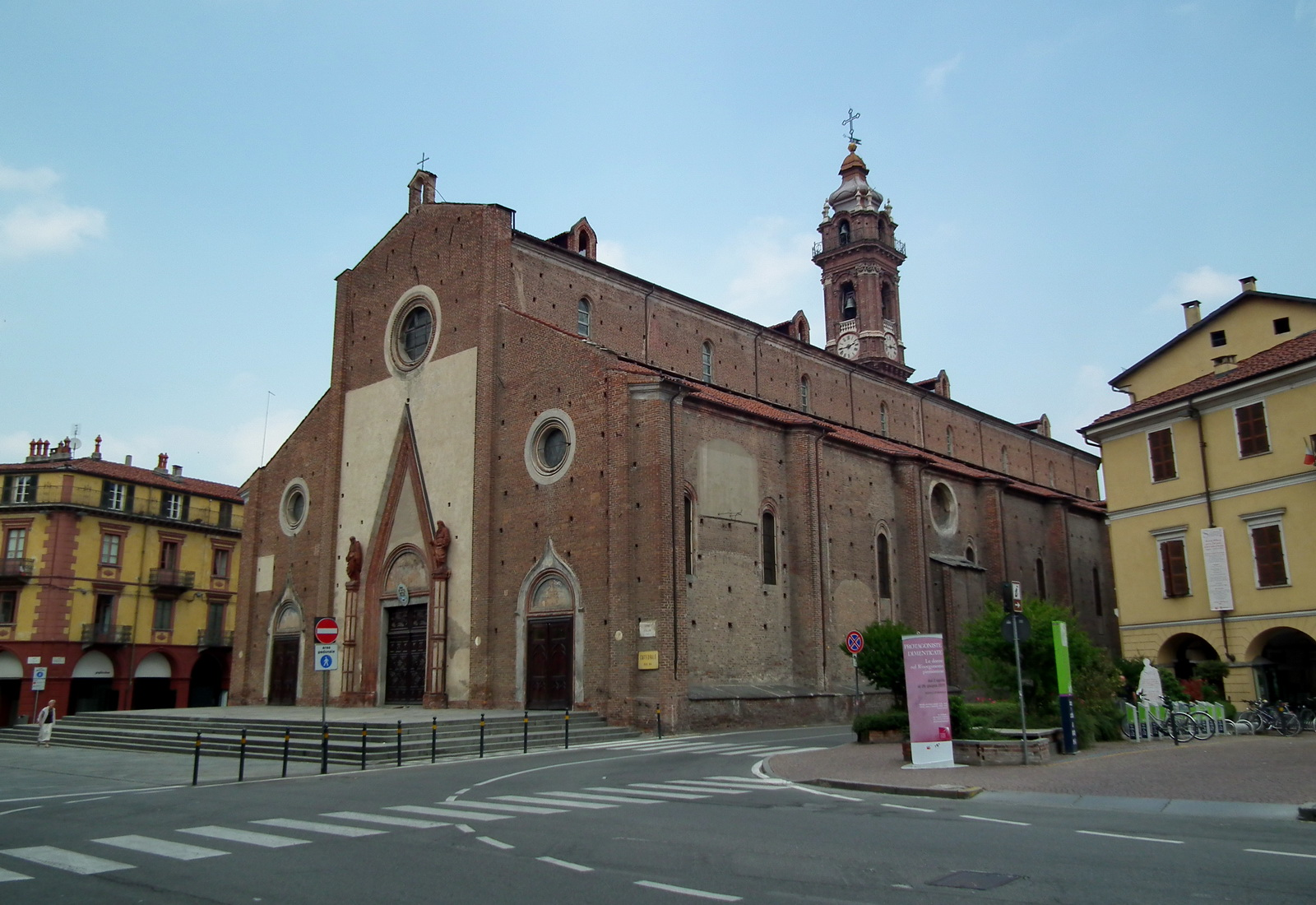
Katedra Wniebowzięcia Najświętszej Marii Panny w Saluzzo w regionie Piemont, w prowincji Cuneo we Włoszech.

Jan Juwenalis Ancina, właśc. Giovanni Giovenale Ancina (ur. 19 października 1545 w Fossano, zm. 30 sierpnia 1604 w Saluzzo) – włoski błogosławiony Kościoła katolickiego, filipin, biskup Saluzzo.

## Życiorys
Jan Juwenalis Ancina urodził się we włoskim mieście Fossano. Nauki pobierał, po ukończeniu piętnastego roku życia, w Montepellier oraz w Mondovi. W 1566 roku Ancina udał się do Padwy, by studiować medycynę. W 1567 obronił pracę magisterską w Turynie. W 1574 roku przeniósł się do Rzymu, gdzie był osobistym lekarzem ambasadora hrabiego Mabdrucci i uczęszczał na wykłady z teologii. W 1580 roku został przyjęty do Kongregacji Oratorium; w dniu 9 czerwca 1582 roku został wyświęcony na kapłana. W 1602 roku przyjął nominację na biskupa diecezji Saluzzo.
Zmarł 30 sierpnia 1604 roku. Ciało Anciny spoczywa w prezbiterium katedry w Saluzzo. Został beatyfikowany przez papieża Leona XIII w dniu 9 lutego 1890 roku.